# 圧政
| ウィキペディアには「圧政」という見出しの百科事典記事はありません（タイトルに「圧政」を含むページの一覧/「圧政」で始まるページの一覧）。 代わりにウィクショナリーのページ「圧政」が役に立つかもしれません。 |